# 酒泉高新技术产业开发区
酒泉高新技术产业开发区位于甘肃省酒泉市，其前身为甘肃酒泉工业园区，于2000年4月成立，2006年经由中华人民共和国国家发展和改革委员会核准，2013年1月经国务院批准升格为国家级经济技术开发区，2019年因连续2年位列全国国家级开发区倒数5名，成为35年来首家被摘牌的国家级开发区。其由南园和西园两部分组成。

## 园区概况
截止到2015年第三季度，园区基础设施投资达14.9亿元，基础设施涵盖30平方公里，固定资产投资达252.72亿元，产值达1507.47亿元。